# La storia di Tom Destry
La storia di Tom Destry (Destry) è un film del 1954 diretto da George Marshall.
È un film western statunitense con Audie Murphy, Mari Blanchard e Lyle Bettger. È la terza versione cinematografica del romanzo Destry Rides Again di Max Brand dopo Il re del Far West (1932) e Partita d'azzardo (1939). Dal soggetto di Brand fu tratta anche la serie televisiva Destry.

## Trama
Vecchio West. Lo sceriffo di una piccola città muore in circostanze poco chiare e il sindaco Hiram J. Sellers, e il capo malavitoso Phil Decker nominano un ubriacone, Reginald T. "Rags" Barnaby alla carica nella speranza di poterlo poi facilmente manipolare. Rags annuncia che smetterà di bere e respinge Decker come vice dicendo che ha qualcun altro in mente, Tom Destry.
Destry arriva sulla diligenza in pompa magna ma Rags è deluso dalla sua relativa giovane età e dal fatto che si rifiuta di portare una pistola. Destry scopre che lo sceriffo precedente non può essere morto per un attacco di cuore, come è stato sostenuto, e sospetta che sia stato invece ucciso durante un tentativo di risolvere una controversia. Alla fine, diventa chiaro che Decker ha ucciso lo sceriffo, al fine di continuare il suo piano per ottenere le proprietà di tutti i terreni necessari per controllare e sfruttare il transito del bestiame nella zona. Dopo uno scontro a fuoco nel saloon, Destry ripristina la legge e l'ordine in città.

## Produzione
Il film, diretto da George Marshall su una sceneggiatura di Edmund H. North e D.D. Beauchamp con il soggetto di Max Brand (autore del romanzo Destry Rides Again) e Felix Jackson, fu prodotto da Stanley Rubin per la Universal International Pictures e girato nelle Alabama Hills, nel Janss Conejo Ranch a Thousand Oaks e negli Universal Studios a Universal City, in California. Il film risulta essere un remake pedissequo di Partita d'azzardo.

## Distribuzione
Il film fu distribuito con il titolo Destry negli Stati Uniti dal 1º dicembre 1954 al cinema dalla Universal Pictures.
Alcune delle uscite internazionali sono state:
- in Belgio il 15 aprile 1955
- in Finlandia il 19 agosto 1955 (Sankarisheriffi)
- in Svezia il 29 agosto 1955 (Destry Kid rensar stan)
- in Francia il 22 settembre 1955 (Le nettoyeur)
- in Germania Ovest il 21 ottobre 1955 (Destry räumt auf)
- in Austria nel dicembre del 1955 (Destry räumt auf)
- in Danimarca il 1º dicembre 1958 (Destry, sheriffen fra Silver Creek)
- in Giappone l'8 maggio 1960
- in Germania il 16 settembre 1993 (in prima TV)
- in Brasile (Antro da Perdição)
- in Grecia (Anypotakti polis)
- in Cile (Honor y venganza)
- in Italia (La storia di Tom Destry)

## Promozione
La tagline è: "From the roaring, raucous, rowdy pages of the best-loved legend of the West!".

## Critica
Secondo Leonard Maltin "la versione del 1939 resta insuperata".